# Chamaedorea costaricana
Espèce
Synonymes
- Chamaedorea biolleyi Guillaumin
- Chamaedorea linearia L.H.Bailey
- Chamaedorea quezalteca Standl. & Steyerm.
- Chamaedorea seibertii L.H.Bailey
- Legnea laciniata O.F.Cook
- Nunnezharia costaricana (Oerst.) Kuntze
- Omanthe costaricana (Oerst.) O.F.Cook

Chamaedorea costaricana est une espèce de plantes à fleurs de la famille des Arecaceae (les palmiers) et dans le genre Chamaedorea. On le trouve en Amérique centrale et au Mexique. Un nom commun local au Costa Rica est pacaya, bien que ce soit également utilisé comme un nom commun pour Chamaedorea tepejilote.

## Description

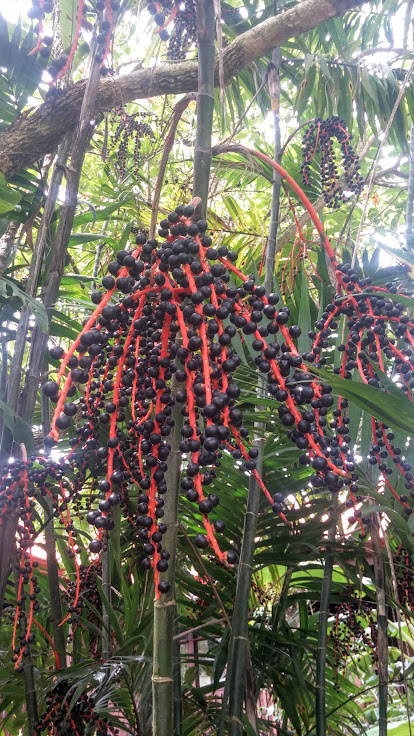
Infrutescence de fruits mûrs.

Ils grandissent en colonies, avec de courtes tiges horizontales sous, ou au niveau du sol, formant les touffes  denses ou ouvertes. Ces tiges font jusqu'à 6 m de haut avec 2 à 6 cm de diamètre, les entre-nœuds sont de 5 à 30 cm de long. Les feuilles de 4 à 6, sont dressées , pennées de 1 à 2 m de long; avec 20–26 pennes sur chaque côté, un peu sigmoïde ou falciforme, de 25 à 40 cm de long et de 2,5 à 5 cm de large, acuminée, rachis de 100 à 120 cm de long; une gaine tubulaire, de 20 à 60 cm de long, avec une forme allongée triangulaire extension en face de l'insertion du pétiole, formant auriculated lobes de chaque côté du pétiole. Le pétiole est jusqu'à 35 cm de long, abaxially avec un pâle bande qui s'étend de la gaine. Infrafoliar inflorescences, solitaires, à pédoncule de 20 à 45 cm de long, érigée en fleur, pendule dans les fruits, les bractées 5-8, rachis de 10 à 20 cm de long; inflorescences staminated avec 15 à 30 attelles, de 20 à 30 cm de long, flexueux et retombantes, vert au jaune en fleur, fleurs de 2,5–3,5 mm de long et de 2,5–3 mm de large, jaune-verdâtre, sépales libres presque jusqu'à la base, des pétales aussi libre presque jusqu'à la base; pistillée inflorescences avec des éclats de 10 à 20, de 20 à 35 cm de long, souvent bifide, orange et saillants dans les fruits, les fleurs 3-3,5 mm de long et 2–2,5 mm de large, dans lax spirales, jaune pâle, légèrement enfoncés, sépales connés (soudées) brièvement à la base, les pétales imbriqués presque jusqu'à l'apex, libre. Les Fruits sont globuleux à subglobuleux, de 7 à 10 mm de diamètre, vert au début et tournant au noir ou noir-violet quand ils sont mûrs.

## Distribution et écologie
On le trouve dans tout le Mexique et l'Amérique centrale, au Guatemala, au Honduras, au Costa Rica, au Nicaragua, au Panama et au Salvador.
C'est une espèce commune dans les milieux humides ou très humides,des forêts, forêts de nuages, ou dans les forêts naines, à une altitude allant de 600-1650 mètres. Il tolère le plein soleil, mais se trouve à préfèrent l'ombre chaude, sous canopée.